# Thomas Murner

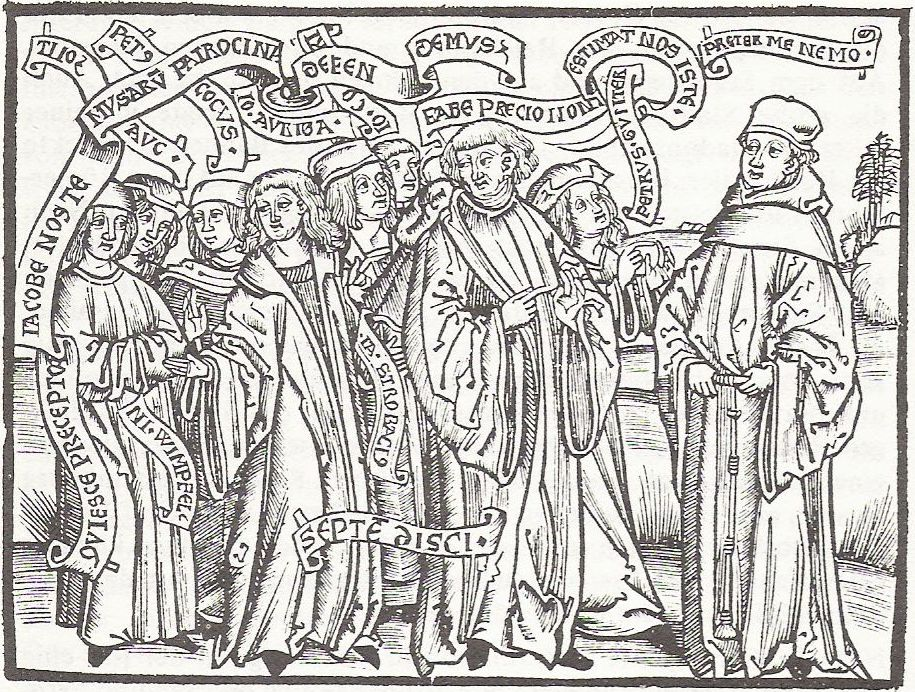
Thomas Murner i samtal med Jakob Wimpfeling och hans lärjungar.

Thomas Murner, född den 24 december 1475 i Oberehnheim nära Strassburg, död 1537, var en tysk satiriker.
Murner inträdde tidigt i franciskanorden, besökte en mängd olika universitet, kröntes 1506 som poet av Maximilian I och förde framgent ett äventyrligt, kringirrande liv. Än uppträdde han som teologie doktor, än som rättslärd. Han uppfann en metod att inhämta vetenskaper medelst ett slags kortspel, predikade över sina egna satirer, råkade överallt i polemiska trätor och utvisades från flera städer. 
Hänsynslöst och djärvt prisgav Murner i sina satiriska diktverk alla stånd åt löjet, inte minst de andliga samt furstar och adel. Han lånade därvid formen av Sebastian Brant ("Narrenschiff"), men överträffade denne vida i folklig ton, i språkets plumpa styrka och kvickhet. Till detta område hör Narrenbeschweerung (1512; ny upplaga 1879), Derschelmen Zunfft (1512; ny upplaga 1890) och Die Geuchmatt (Gökängen; 1519, ny upplaga 1896), vilken sistnämnda dikt skildrar de konster kvinnorna använder för att locka männen till dårskaper. 
Murner, som själv på det kraftigaste gisslat kyrkans fördärv, blev dock efter 1520 en häftig motståndare till Martin Luther, mot vilken han riktade 32 skrifter. Den märkligaste är Von dem grossen lutherischen Narren wie ihn Doctor Murner beschworen hat (1522; ny upplaga 1848), Murners mest lyckade satirdikt, i vilken han ironiskt uppvisar åtskilliga svaga sidor hos reformationen. Sedermera anföll han med samma bitterhet reformationen i Schweiz. Han utgav dessutom 1515 en översättning av Vergilius "Aeneid", på vers. Det är ovisst, om Murner är författaren till den högtyska bearbetningen av folkboken "Till Eulenspiegel" (Ulspegel).